# Де Мюнк, Вивиана
Вивиана Де Мюнк (нидерл. Viviane De Muynck, 1946, Зоннебеке) – бельгийская (фламандская) актриса театра, кино, телевидения. 

## Биография
Училась в Брюссельской консерватории у Яна Декорта. С 1980-х стала одной из звезд бельгийской драматической и музыкальной сцены. Связана с ведущими авангардными коллективами Kaaitheater и Needcompany, выступала в постановках Яна Лауэрса, Ги Кассирса, Яна Ритсемы. 

## Роли в театре и кино
Играла на сценах Бельгии, Нидерландов, Франции в драмах Шекспира, Фейдо, Стриндберга, Жарри, О’Нила, Томаса Бернхарда, Хандке, Хайнера Мюллера и др. Поставила пьесы Фолкнера Когда я умирала и Ив Энслер Монологи вагины. Помимо драматических ролей, исполняла партии в ораториях и операх Арнольда Шёнберга, Маурицио Кагеля, Сальваторе Шаррино. В 2009 выступила в Москве в пьесе Комната Изабеллы (постановка Яна Лауэрса) в рамках фестиваля Сезон Станиславского.

## Признание
Бельгийская театральная премия Золотой Тео за роль Марты в постановке драмы Олби Кто боится Вирджинии Вулф? Самом Богартсом (1987). Номинации на кинопремию Золотой телец (1989, 1997, 2010). Номинация на кинопремию Жозефа Плато лучшей актрисе Бельгии (2004). Театральная премия Фландрии (2006).